# Söråskogträsket
Söråskogträsket är en sjö i Kalix kommun i Norrbotten och ingår i Töreälven-Vitåns kustområde. Sjön har en area på 0,101 kvadratkilometer och ligger 22 meter över havet.

## Delavrinningsområde
Söråskogträsket ingår i det delavrinningsområde (732441-180974) som SMHI kallar för Utloppet av Byträsket. Medelhöjden är 34 meter över havet och ytan är 23,55 kvadratkilometer. Det finns ett avrinningsområde uppströms, och räknas det in blir den ackumulerade arean 33,47 kvadratkilometer. Avrinningsområdets utflöde Siknäsbäcken mynnar i havet. Avrinningsområdet består mestadels av skog (75 procent). Avrinningsområdet har 0,87 kvadratkilometer vattenytor vilket ger det en sjöprocent på 3,7 procent.